# ردپایی بر شن
ردپایی بر شن فیلمی به کارگردانی محمدرضا هنرمند و نویسندگی حسین ترابی ساختهٔ سال ۱۳۶۶ است.

## بازیگران
- بهزاد بهزادپور
- محسن زهتاب
- بهروز رضوی
- غلامرضا طباطبایی
- ابراهیم آبادی
- مهرانه مهین‌ترابی
- فریده سپاه‌منصور
- سیداسماعیل بختیاری
- قاسم پاکرو
- محمد وثوق
- محمود قره گوزلو
- ابراهیم خلیل‌پیما
- مسعود خلج
- محمد مشکانی
- علی مقصودی
- رضا نویسی
- علی یزدانی
- توراندخت عظیمی
- شکراله استقامت
- محمد غازی
- نازیه شاملو
- پروین فراهانی
- نگین صادقیپور
- آزیتا مهران‌پور
- منصوره ایلخانی
- محمد علیقلی
- نقی ربیعی
- ابراهیم هاشم‌بیگی
- حافظ محمدی
- محمدرضا باقری
- علی صنعتی
- علی اکبر فخار
- محمدرضا معارف‌دوست
- علی اکبر گلپا
- صادق تشویقی
- کریم رجبی
- بهروز پیروزیان
- سیدناصر هاشمی
- ابراهیم شجاعی
- مهدی قاسمی
- عباس قاصدی
- علی دشتی
- احمد احمدپناه
- حمیدرضا فرحزادی
- فریدون مستوفی
- اردشیر کیانیان
- محمدباقر سیدی